# Tiszalúc
Tiszalúc es un pueblo húngaro perteneciente al distrito de Szerencs, condado de Borsod-Abaúj-Zemplén.

## Superficie
Cuenta con una superficie de 44,88 km².

## Demografía
Hasta 2024 la población era de 4679 habitantes, con una densidad de población de 104,25 hab/km².
| Gráfica de evolución demográfica de Tiszalúc entre 2020 y 2024 |
|                                                                |
| Datos según la Oficina Central de Estadística de Hungría.      |